# Вулиця Ярослава Івашкевича
Ву́лиця Яросла́ва Івашке́вича — вулиця в Оболонському районі міста Києва, місцевість Пріорка. Пролягає від Вишгородської вулиці до Автозаводської вулиці.
Прилучається Макіївська вулиця.

## Історія
Вулиця прокладена наприкінці 1970-х років. Сучасна назва на честь польського письменника,  уродженця с. Кальник Вінницької області Ярослава Івашкевича — з 1984 року.

## Зображення

Анотаційна дошка на фасаді будинку № 1 (скульптор А. В. Кущ, архітектор П. П. Купрій, відкрито 1984 року)
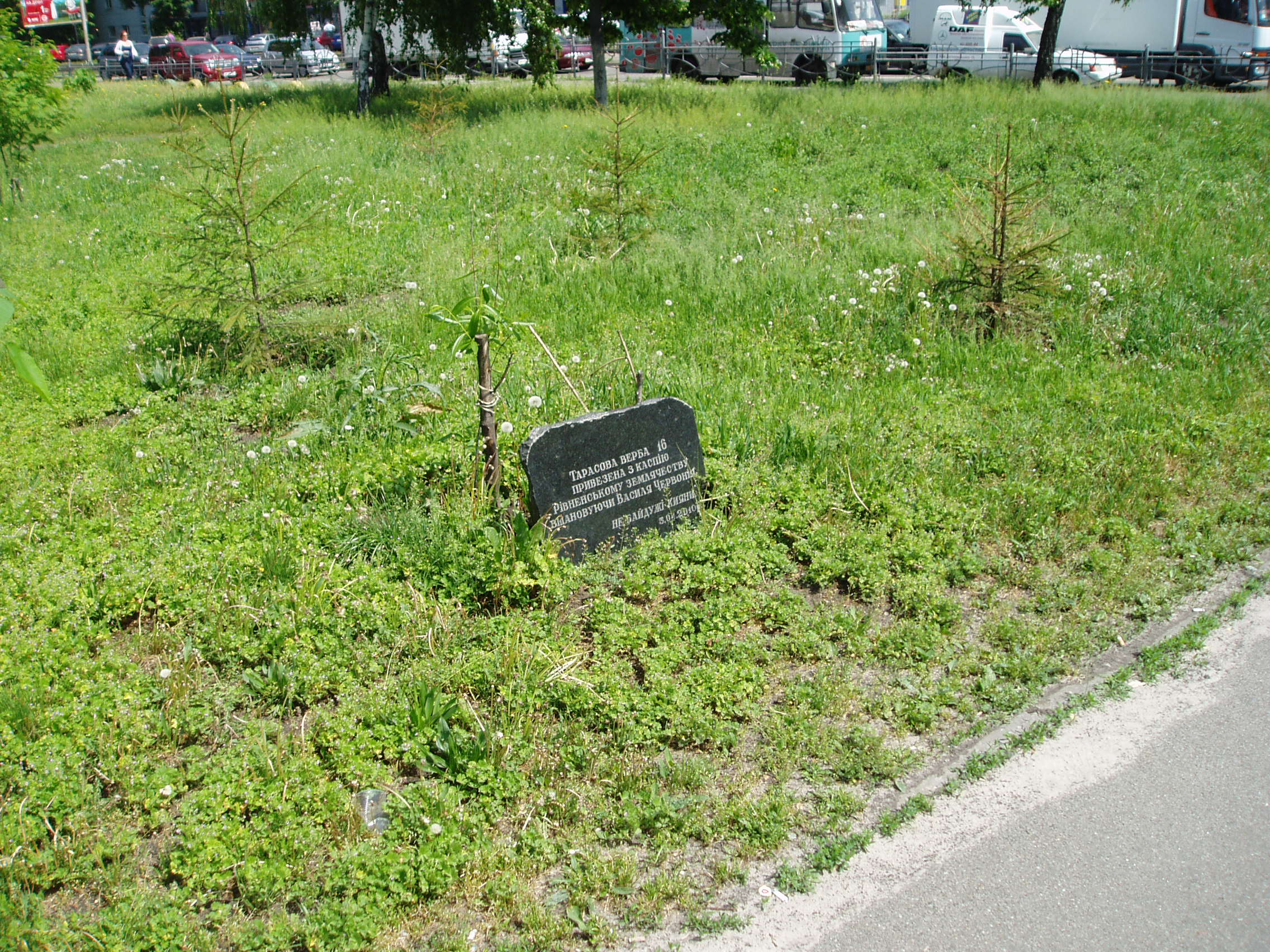
Пам'ятна плита біля Тарасової верби. Перехрестя вулиць Автозаводської та Ярослава Івашкевича